# HMS Gålö (A263)
HMS Gålö (A263) tillhörde till och med 1998 den 23. patrullbåtsdivisionen på Berga örlogsbas, där hon fungerade som stab- och lagfartyg. År 1999 överfördes hon till 41. minröjningsdivisionen i Karlskrona, där hon under 2002 byggdes om med bland annat en ny kontorsdel till staben. Hennes skeppsbåt hette vid denna tid Skidbladner. Fartyget var obeväpnat. År 2006 såldes hon till civil verksamhet. 
Ursprungligen var Gålö 1976 och 1992 bilfärja mellan Västmannaöarna och Islands fastland under namnet M/S Herjólfur II.